# José Luis Velasco Antonino
José Luis Velasco Antonino (Valencia, 1937 - Madrid, 1999), también conocido como Nino Velasco y Samuel Bolín (junto con Carmen Morales Baeza). 

## Biografía
De familia enraizada en Ciudad Real, con un año de edad fue traído por sus padres de vuelta a esta ciudad, dónde pasó su infancia. En Valencia pasó su adolescencia y luego estuvo viviendo 5 años en Barcelona para instalarse al fin entre Ciudad Real y Madrid, donde anduvo empleado en multitud de oficios, de vendedor de aspiradoras hasta encargado de una agencia de detectives, mientras estudiaba accidentadamente Filosofía y Periodismo. Pero sus vocaciones irrenunciables eran la de escritor y la de dibujante. Fundó en 1971, junto a Dominique Forest, del “Taller Esdrújulus” y publicó en 1972 el cuaderno Seis escenas de interés en la vida de un burgués, un año antes del Rollo enmascarado, de Mariscal y Nazario, que pasa por ser el primer cómic underground español cuando en realidad es el segundo. La revista Madriz escribió al respecto: “Nino ya era un dibujante de vanguardia cuando por estos lares no se sabía ni lo que era eso”. Se casó con la escritora Carmen Morales Baeza, con la que colaboró en algunos trabajos literarios y gráficos. Ya en Ciudad Real fue uno de los fundadores del TEAV-Taller Experimental de Artes Visuales junto a Miguel Ángel Mila, Santiago Vera, Carlos Muñoz y Antonio del Valle. En 1979 escribió un opúsculo titulado Ciudad Real, mi amor en que denunciaba la penuria cultural, intelectual y artística de esta ciudad. En los ochenta y noventa ilustró y dibujó en las principales editoriales españolas, escribió más de cuarenta libros y fue colaborador asiduo en revistas y periódicos como El País o El Mundo. En 1994 ganó el Premio Gran Angular de Literatura Juvenil con la novela El misterio del eunuco, traducida al francés, al alemán, al turco y al flamenco. Escribió además cuentos y literatura juvenil a veces ilustrándolos él mismo. Tocó múltiples géneros, desde el policíaco a la novela de terror y la histórica. Compuso igualmente varios tratados y manuales de dibujo y recibió el premio Woody de narraciones fantásticas, fue finalista del Premio Alfaguara de novela y del Premio UVE de relatos de terror por El muro y fue finalista del "Gran Angular" en 1992 con El guardián del paraíso. Falleció en Madrid víctima de un ataque cardíaco.

## Obras literarias

### Narrativa
- Ciudad Real, mi amor (1979)
- Fernando el Temerario (1990)[7]
- El Misterio del Eunuco (1994)[8][9]
- Guardián del Paraíso (1993)[10][11]
- El Océano Galáctico (1993)[12]
- La Conjura del Meridiano (1997)
- Atrapado en la oscuridad (1997)
- 24 horas para un rescate ISBN 842162871
- Con Carmen Morales Baeza, Los Casos del Comisario Antonino (1989) (bajo el pseudónimo Samuel Bolín)
- Con Carmen Morales Baeza, Nuevos casos del Comisario Antonino (2009) (bajo el pseudónimo Samuel Bolín)
- El hombrecillo de las gafas doradas (1984)
- El manuscrito godo (Espasa-Calpe, 1991)
- El muro (Premio UVE de relatos de terror)

## Obras didácticas sobre pintura
- Dibujando a Lápiz
- Dibujando a Pluma (1991)
- Pintando y Dibujando Flores
- Dibujando el Paisaje
- Dibujando Animales